# Interludium (album, Powerwolf)
Interludium je deváté studiové album německé power metalové skupiny Powerwolf. Album vyšlo 7. dubna 2023 prostřednictvím Napalm Records a produkoval ho Joost van den Broek.

## Kritický příjem
David E. Gehlke z Blabbermouth.net dal albu 7 z 10 a řekl: „ Interludium je kvalitní, hodný doplněk k rozšiřující se diskografii Powerwolf, ale kompilace nebo ne, ukazuje, že powermetalové kapely už neriskují. Vzhledem k pokračujícímu vzestupu Powerwolf v mezinárodním metalovém žebříčku by byli stejně blázni, kdyby zkusili něco jiného."  Metal Injection ohodnotili album 7,5 z 10 a uvedli: „Naplněné obvyklou směsí nakažlivých háčků a velké vlkodlačí energie, která ztělesňuje Powerwolf, je téměř nemožné poslouchat Interludium bez velkého úsměvu na tváři. plné vlastnictví svého statusu a přináší několik masitých kousků dobrých věcí Powerwolf, které nadchnou ty, kteří přesně vědí, do čeho jdou, toto je nepochybně vydání pro fanoušky, ale fanoušci to budou naprosto milovat."

## Seznam skladeb
| Pořadí         | Název                       | Délka |
| -------------- | --------------------------- | ----- |
| 1.             | Wolves of War               | 3:58  |
| 2.             | Sainted by the Storm        | 3:44  |
| 3.             | No Prayer at Midnight       | 3:41  |
| 4.             | My Will Be Done             | 3:42  |
| 5.             | Altars on Fire              | 3:48  |
| 6.             | Wolfborn                    | 3:14  |
| 7.             | Stronger Than the Sacrament | 3:35  |
| 8.             | Living on a Nightmare       | 3:53  |
| 9.             | Midnight Madonna            | 3:33  |
| 10.            | Bête du Gévaudan            | 3:31  |
| Celková délka: | Celková délka:              | 36:39 |